# Buddismo Theravāda

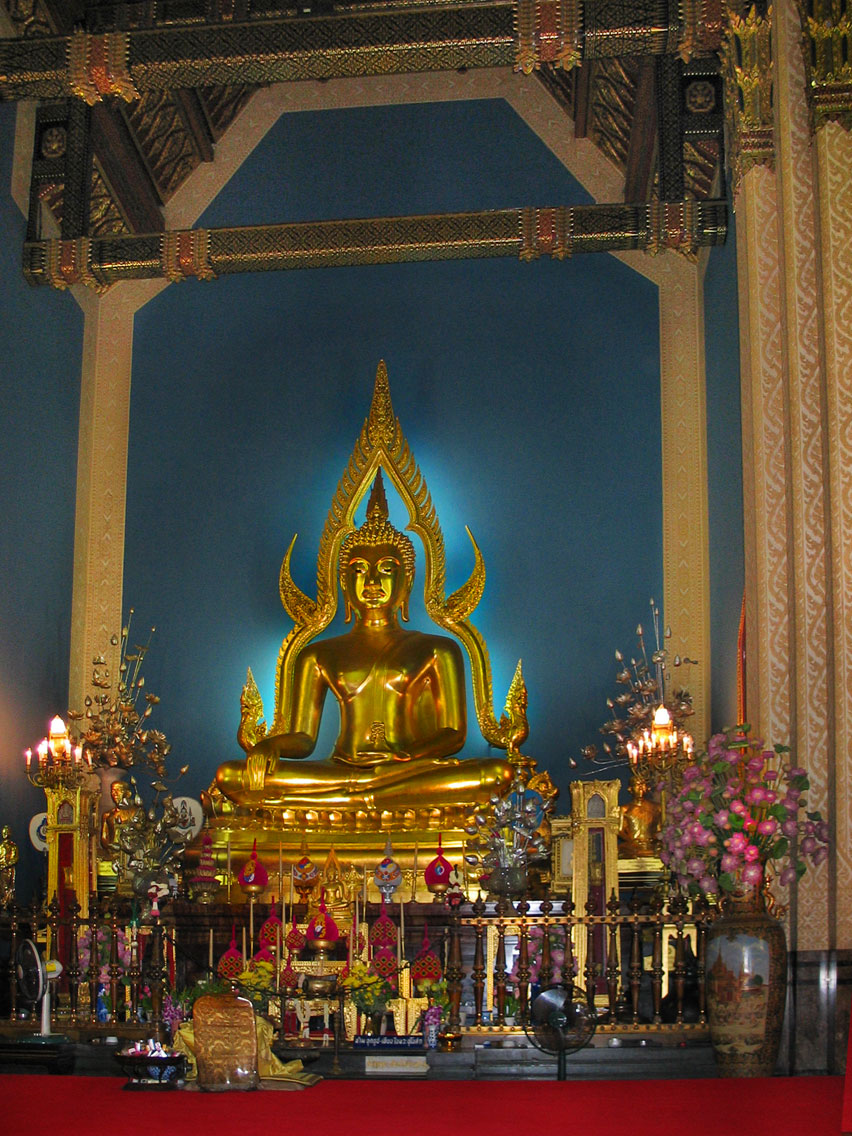
Statua del Buddha nel Wat Benchamabophit, tempio Theravāda a Bangkok

Il buddismo Theravāda (in pali थेरवाद, theravāda; in sanscrito स्थविरवाद, sthaviravāda, lett. "scuola degli anziani") è la forma di buddismo dominante nell'Asia meridionale e nel Sud-est asiatico, in modo particolare in Sri Lanka, Thailandia, Cambogia, Birmania e Laos, ma vi sono minoranze di buddisti theravāda anche in Bangladesh, India, Cina e Vietnam.
È la più antica scuola buddista tra quelle tuttora esistenti, originata da una delle prime e più importanti scuole nate dall'insegnamento di Siddhārtha Gautama, in particolare dalla dottrina Vibhajyavāda ("dottrina dell'analisi"), a sua volta originatasi intorno al III secolo a.C. da una divisione dalla scuola Sthaviravāda o "scuola degli anziani", entrambe due scuole del buddismo dei Nikāya.
Le più antiche testimonianze di questa scuola ne collocano il primo centro nella città indiana di Pāṭaliputta, l'odierna Patna, da dove si diffuse in seguito nella città di Kosambi e nel regno di Avantī (nella attuale Ujjain) e in altri luoghi dell'India occidentale. Un'iscrizione a Sārnāth e una a Nagarjunakoṇḍa ne testimoniano la presenza già nei primi tempi in cui il buddismo raggiunse queste città. Dall'India occidentale, il Theravāda si diffuse nell'India del sud affermandosi a Kāñcī (l'odierna Kanchipuram), per poi raggiungere infine l'isola dello Sri Lanka, dove ebbe un centro fondamentale per la sopravvivenza della sua ortodossia dottrinale nel monastero Mahāvihāra di Anurādhapura.
Gli adepti possono essere definiti sthaviravāda o theravāda poiché il termine thera (in pāli) e il termine sthavira (in sanscrito) hanno il medesimo significato: "vecchio, autorevole". La dottrina, infatti, secondo questa tradizione, appartiene ai monaci anziani e venerandi, quelli che più s'avvicinavano al Buddha Śākyamuni e che più di tutti rifuggirono da ogni innovazione di tipo teorico. I theravāda sostengono quindi, come numerose altre scuole buddiste per le rispettive dottrine, che la loro dottrina corrisponda in pieno a quella enunciata dal Buddha Śākyamuni. Rifiutano generalmente i sutra Mahāyāna e i loro testi sacri costuiscono il canone Pāli, come compilato durante il terzo concilio tenutosi durante il regno di Ashoka (circa due secoli dopo la morte del Buddha), sovrano indiano Maurya del III secolo a.C. e membro laico della Vibhajyavāda.

## Diffusione del buddismo Theravāda
Sri Lanka
Dopo la conclusione del terzo concilio buddista, l'imperatore indiano Aśoka incaricò diversi monaci di andare ad insegnare il Dharma del Buddha Shakyamuni in tutte le province dell'impero e anche oltre. Le cronache dello Sri Lanka riferiscono come il re singalese Devānaṃpiya Tissa avesse inviato una missione religiosa al sovrano indiano suo contemporaneo, cui furono offerti nell'occasione dei ricchi doni. Per ricambiare l'offerta, l'imperatore Aśoka diede al proprio figlio, il monaco Mahinda, l'incarico di recarsi nell'isola di Taṃbapaṇṇi, come era chiamato allora lo Sri Lanka, a capo di una delegazione imperiale ufficiale. Dopo la consegna dei doni, Mahinda espose al re Devānaṃpiya Tissa la dottrina del Buddha, predicazione che ottenne l'effetto di convertire al buddismo tanto il re quanto la sua corte, e in seguito tutto il suo popolo.
Birmania
Le cronache singalesi riferiscono che il buddismo arrivò nel Suvaṇṇabhūmi, terra generalmente identificata con la bassa Birmania, grazie alle missioni del re indiano Aśoka, anche se le prime testimonianze archeologiche della presenza del buddismo in Birmania, le iscrizioni in lingua pāli scoperte a Sirikhetta, risalgono al V secolo o ai primissimi anni del 500 EV. Sicuramente il buddismo Theravāda si era affermato nel VI secolo, come testimoniano le iscrizioni delle tavolette d'oro scoperte a Maunggan, un piccolo villaggio vicino a Hmawza. I testi e le iscrizioni pāli nella scrittura Andhra Kadamba dell'India meridionale, reperiti a Hmawza, indicano che la Birmania aveva intensi scambi con i centri theravāda dell'India meridionale. Nel V e VI secolo le città di Kāñcipuram, Negapatam e Kāverīpattam, nell'India meridionale, erano centri importanti del buddismo Theravāda.
Thailandia
Si riferisce che il buddismo di scuola Theravāda fosse penetrato nella Thailandia meridionale nell'XI secolo, durante l'era di Anôratha, ma scoperte archeologiche effettuate nella valle del Menam hanno rivelato che questa regione era un centro importante del buddismo Theravāda già dal VI o VII secolo in poi, patrocinato dai sovrani del regno Dvāravatī; in questa epoca nella bassa valle del Menam erano già presenti tanto il buddismo Mahāyāna quanto il brahmanesimo, che fiorivano sotto il patrocinio dei sovrani khmer.
Nell'alta valle del Chao Phraya vi era il Regno di Hariphunchai. Il Jinakālamālī, un testo della prima metà del XII secolo, riporta che nell'anno 1204 dopo il Mahāparinibbāna (la morte) del Buddha, il saggio Vāsudeva fondò la città di Hariphunchai, dove dal 1206 (ossia dal 663 d.C.) regnò la regina Cammadevī, figlia del re della città di Lavo (l'odierna Lopburi) e moglie del governatore provinciale di Rāmaññanagara.
È riferito che il re della città di Lavo avesse inviato ad Hariphunchai la figlia perché ne divenisse la sovrana dietro suggerimento di un monaco buddista e di un laico di Hariphunchai. La sovrana vi sarebbe quindi giunta con un seguito che comprendeva 500 grandi anziani ben eruditi nei Tripitaka, essendo Lavo un centro importante mon del buddismo Theravāda. Il Jinakālamālī fu scritto otto secoli e mezzo dopo la fondazione del regno di Hariphunchai e che non si hanno testimonianze archeologiche che attestino la presenza del buddismo in questa parte della Thailandia prima dell'XI secolo..
Cambogia
Ci sono prove che il buddismo fiorì nel Regno del Funan, la più antica entità politica cambogiana conosciuta, nella bassa valle del Mekong, nel V e VI secolo d.C. sotto il patrocinio del sovrano locale. Nel 484 il re Kauṇḍinya Jayavarman inviò una missione al sovrano cinese sotto la guida di un monaco buddista chiamato Nāgasena. Secondo il Pelliot, gli annali della dinastia cinese Liang (502-556 d.C.) riportano che Kauṇḍinya Jayavarman nel 503 inviò una missione con un'immagine del Buddha in corallo al sovrano cinese Wu-ti, che era un patrono del buddismo. Durante il regno dello stesso sovrano è riportato che due monaci, letterati e conoscitori di più lingue, Seng-Kia-p'o (o Saṅghapāla o Saṅghavarman) e Man-t'o-lo-Sien (o Madrasena), arrivarono alla corte cinese nei primi anni del VI secolo per tradurre i testi buddisti.
Un'iscrizione in sanscrito reperita a Ta Prohm, presso il lago Tonle Bati a sud di Phnom Penh, fa riferimento al re Jayavarman e a suo figlio Rudravarman e inizia con un'invocazione al Buddha. In un'altra strofa compare un riferimento al Buddha, al Dhamma e al Saṅgha. L'iscrizione non reca data ma su basi paleografiche è stata fatta risalire alla metà del VI secolo d.C.. Il Coedès ritiene che in quest'epoca a Funan non fosse il buddismo Mahāyāna il più diffuso, ma piuttosto doveva essere una delle scuole del buddismo dei Nikāya di lingua sanscrita. Infatti a Preah Theat, nella Provincia di Prey Veng nella Cambogia meridionale, è stata rinvenuta una statua del Buddha con un'iscrizione in lingua pāli ma con la parola 'hetuprabhavā' in sanscrito. Neanche questa iscrizione riporta una data, ma è stata fatta risalire al VI o VII secolo.

## La genesi dell'"ortodossia" Theravāda nello Sri Lanka

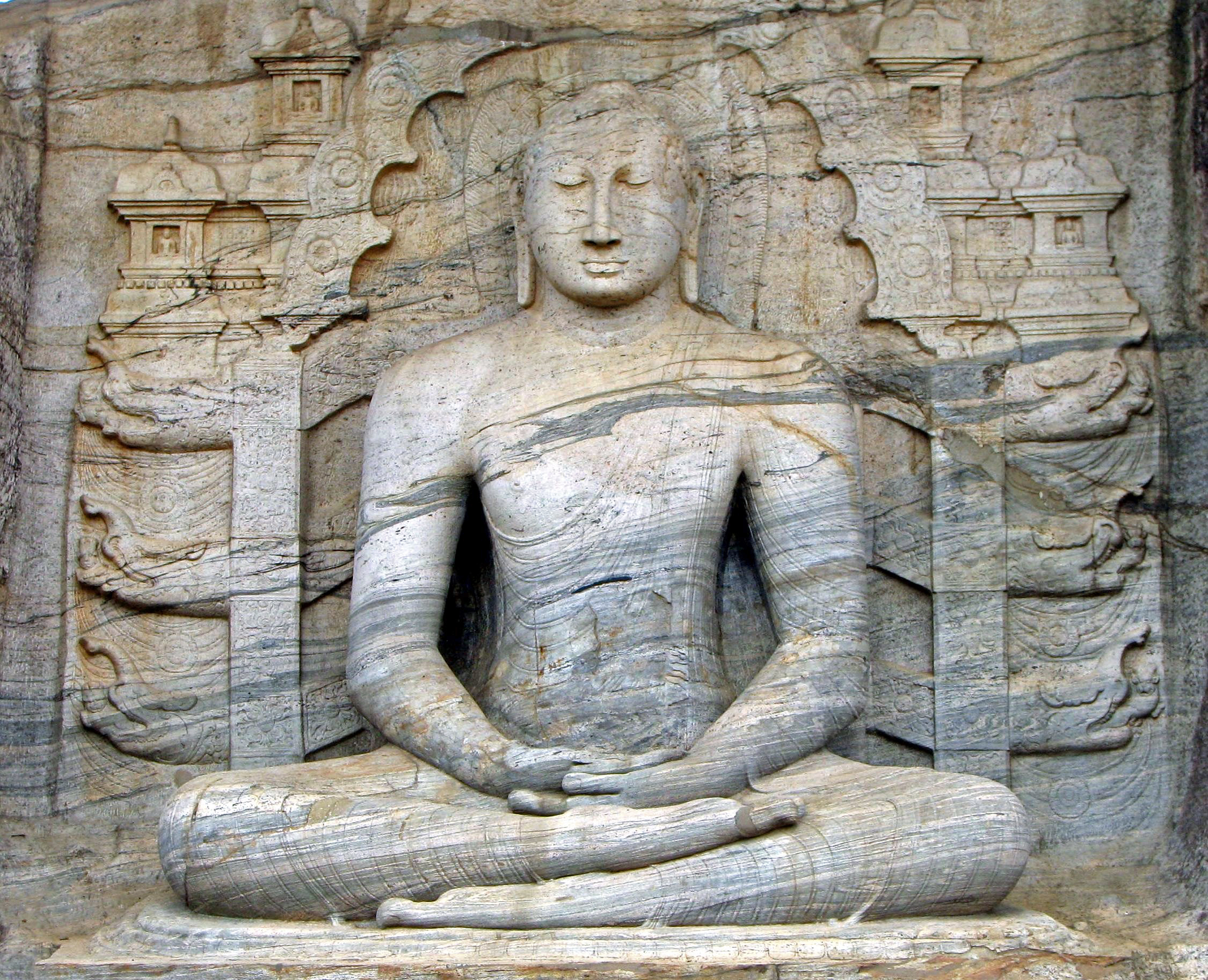
Statua del Buddha assiso in meditazione scolpita nella pietra a Gal Viharaya, sito archeologico di Polonnaruwa.

Il prevalere pressoché esclusivo della scuola Theravāda nello Sri Lanka e nel Sud-est asiatico, e la conseguente scomparsa sull'isola delle altre scuole del buddismo dei Nikāya e di alcune di impronta Mahāyāna e Vajrayāna, è ascrivibile soprattutto alla decisione del sovrano singalese Parakkamabāhu I il quale, nel 1164, costrinse tutti i monaci buddisti singalesi a uniformare le proprie dottrine a quelle propugnate dal monastero conservatore del Mahāvihāra di Anurādhapura, facendo cessare le relative discordie e diatribe, obbligando quelli che egli riteneva gli "eterodossi" a una nuova ordinazione monastica. Tale decisione fu suggerita al sovrano dal monaco Theravāda Mahākassapa, del monastero singalese di Udumbaragiri (a Dimbulagale, presso Polonnaruva), che fu poi nominato dal re saṅgharāja (re del saṅgha), ossia consigliere reale per le questioni di sangha (seguendo in ciò l'esempio del re indiano Aśoka) nonché capo supremo dell'ordine monastico.
Secondo le cronache singalesi riportate nel Cūlavaṁsa (=La piccola cronistoria in lingua pāli), un testo in cui ha particolare risalto la figura del re Parakkamabāhu I opera del monaco Theravāda Dhammakitti, una parte ragguardevole della comunità monastica (il sangha) sarebbe infatti diventata corrotta nel tempo, al punto che alcuni monaci si sposavano e avevano figli, comportandosi in molti casi alla stessa stregua di laici alla ricerca di benefici mondani. Fu quindi indetto attorno al 1165 un concilio a Poḷonnaruva per trattare della riforma del sangha. Come principale responsabile del progetto di riforma del sangha il re Parakkamabāhu chiamò il Mahāthera Kassapa, un monaco di lunga data che «conosceva il Tipitaka ed era estremamente ben erudito nel Vinaya».
Ci fu un'enorme resistenza contro il progetto del re Parakkamabāhu, soprattutto da parte della comunità del monastero Abhayagiri, i cui membri erano diventati seguaci della scuola mahāyāna Vetulyavāda, ritenuta eretica dalla comunità conservatrice del monastero Mahāvihāra e che il re riteneva particolarmente corrotta. Molti monaci si trasferirono in altri stati pur di non dover sottostare agli esiti della riforma mentre altri abbandonarono l'abito monastico e tornarono alla vita laica. Potrebbero essere stati incoraggiati in questa loro scelta dallo stesso Parakkamabāhu il quale pensava che la "purificazione" dell'ordine monastico dipendeva tanto dall'incoraggiamento e dalla preferenza accordata ai monaci ritenuti ortodossi, quanto dall'espulsione e dall'esclusione di quelli ritenuti corrotti. Sempre secondo il Cūlavaṁsa, vi furono individui cui furono offerte "sistemazioni lucrative" perché rimanessero fuori dei loro ordini monastici.
Alla fine del concilio i monaci a guida delle scuole dissenzienti che vi avevano fatto parte si pronunciarono tutti concordi che «gli insegnamenti del Mahāvihāra erano corretti e le loro dichiarazioni conformi al Dhamma». Con l'aiuto di questi monaci il sovrano redasse un codice normativo per tutte le comunità monastiche dell'isola. Queste norme divennero un proclama reale che indirizzava alla corretta osservanza delle regole del Vinaya e alla procedura che i sudditi dovevano seguire per diventare discepoli laici, novizi e monaci, proclama che fu scolpito nella roccia al monastero Uttārarāma o Gol-vihāra. Il re prese quindi l'abitudine di chiamare a raccolta i responsabili delle comunità monastiche dell'isola una volta l'anno, raduno che aveva il suo punto focale in una cerimonia che si teneva sulle sponde del fiume Mahāvali, forse un modo di mantenersi aggiornato sui loro progressi e sulla loro condotta.
Tale "imposizione singalese" non era una novità, essendo i monarchi singalesi più volte intervenuti nelle questioni religiose dell'isola. Ad esempio, il re Vohārika Tissa nel III secolo EV effettuò una "purificazione del Sangha". Nel IV secolo il re Mahāsena intervenne a favore della scuola Dhammaruciya ai danni della scuola Theravāda, giungendo a distruggere il monastero Mahāvihāra ed edificandone un altro, il Jetavanavihāra, che divenne presto rivale del Mahāvihāra nel frattempo ricostruito. Altri interventi nella vita religiosa dell'isola furono operati, spesso a favore del Mahāvihāra, dal re Goṭhābhaya nel secolo IV d.C., dal re Moggallāna I, dal figlio di quest'ultimo, Kumāra Dhātusena, dal re Silāmeghavaṇṇa (619-628 d.C.), il cui tentativo però fallì, dal re Aggabodhi VII (766-722 d.C.), dal re Sena II (853-887 d.C.) e quindi dal re Kassapa IV (898-914 d.C.). Dopo il re Parakkamabāhu I la stessa condotta fu ribadita dal sovrano Parakkamabāhu II nel 1236, e quindi imitata da gran parte dei re del Sud-est asiatico, i quali «giunsero a considerare il ristabilmento dell'ortodossia theravādin nei loro regni come uno degli strumenti per realizzare un merito personale e rendere stabile quanto conseguito. [...] All'inizio del XIV secolo, una versione della linea di ordinazione Theravāda basata sullo stile della foresta e stabilita da Parakkamabāhu II, venne accolta, nella Birmania inferiore, da un re Mon e in, Thailandia, dai re di Sukhothai e Chiang Mai»

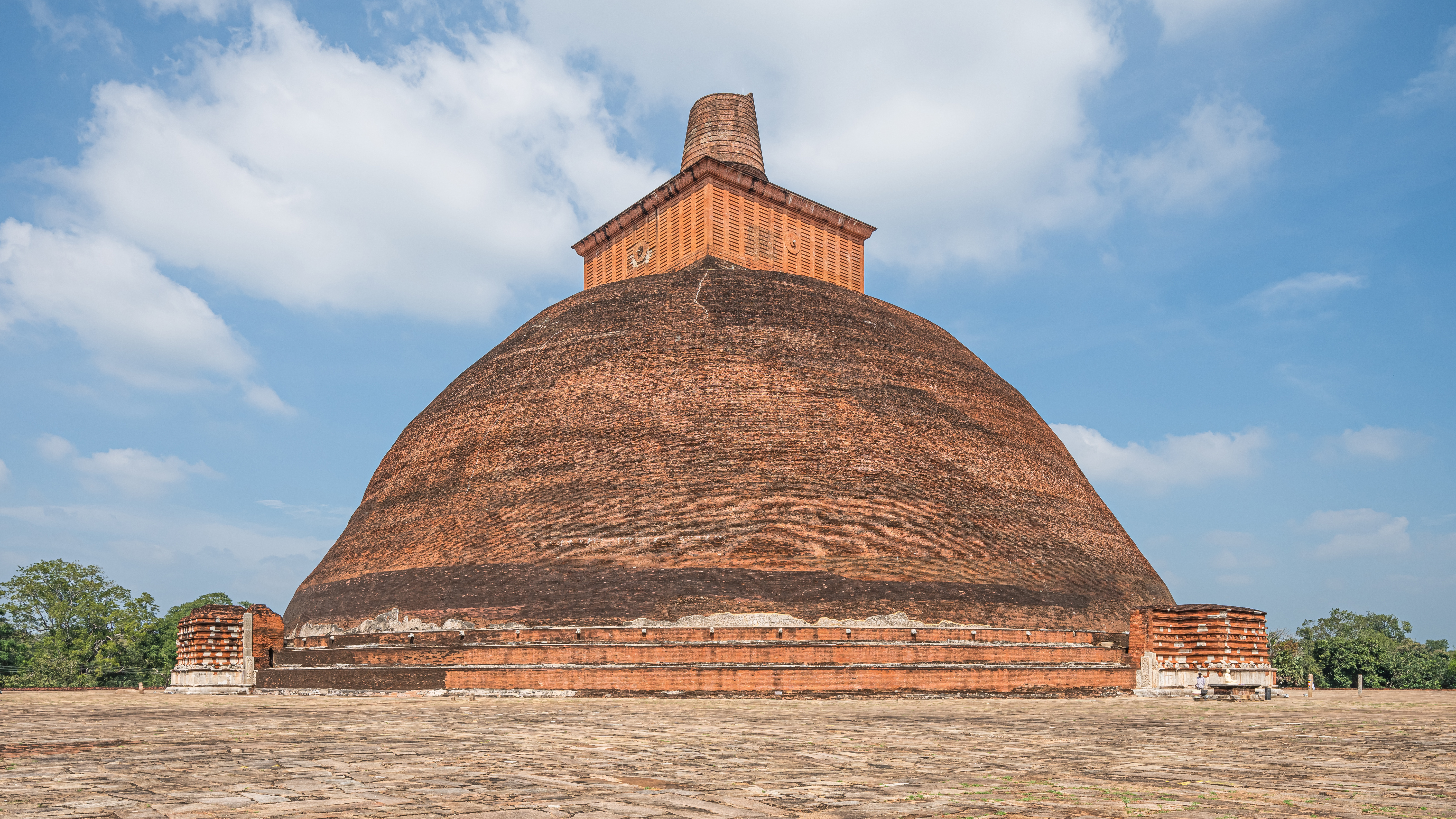
Stūpa del monastero Jetavana (IV secolo) ad Anurādhapura

Per quanto riguarda il declino e la scomparsa delle scuole di area Mahāyāna nell'isola, la principale scuola srilanchese di questa tradizione è stata la Vetulyavāda. Dopo periodi di alterne vicende, in cui era ora soppressa da un sovrano, ora godeva della protezione di un altro e fioriva in attività e numero di monaci, verso la fine del VI secolo d.C., sempre secondo il Cūlavaṁsa, gli adepti del Vetulyavāda furono sconfitti in una controversia pubblica da Jotipālathera. Il Nikāyasaṅgraha, anch'essa, come il Cūlavaṁsa, opera di monaci theravāda, sostiene che dopo questa sconfitta il Vetulyavāda perse la sua popolarità e che i monaci dei due nikāya, ossia le comunità dei monasteri Abhayagirivihāra e Jetavanavihāra, desistettero dal loro orgoglio e vissero in sottomissione al Mahāvihāra.
Riguardo alla scomparsa del Mahāyāna dallo Sri Lanka, gli studiosi contemporanei Richard H. Robinson e Williard L. Johnson, in un'opera a cui ha collaborato lo studioso theravāda Thanissaro Bhikkhu, sostengono invece che
(In La religione buddista. Roma, Ubaldini, 1998, pag. 182)
In ogni caso va tenuto presente come culti Mahāyāna fossero presenti nello Sri Lanka ancora tre secoli dopo l'era del re Parakkamabāhu I, essendo note fonti che evidenziano come la devozione alla divinità Natha, che è stata identificata con Avalokiteśvara, fosse popolare nel XV secolo durante il regno di Parakkamabāhu VI di Kotte (1412-1476), e che tale culto ruotava allora intorno alle comunità di Totagamuwa e Pepiliyana.
Tuttavia anche questo culto fu presto incorporato nel sistema di credenze della scuola Theravāda singalese e considerato come altre divinità popolari assimilabile dalla sua tradizione. Infatti come ricordano gli studiosi Richard H. Robinson e Willard L. Johnson:
Gli stessi Autori fanno rilevare, ad esempio, come pratiche che nel canone sono esplicitamente condannate e proibite ai monaci, come la magia e l'astrologia, fossero non solo ammesse nei testi "riformati", ma addirittura studiate e praticate da sovrani e monaci. Proseguono gli autori che, per quanto
 purtuttavia, a loro giudizio, in considerazione del fatto che ciò permise di creare quell'unità culturale che consentì ai paesi del Sud-est asiatico, tra l'altro, di respingere l'influenza islamica proveniente dall'India,

## Le scritture del buddismo Theravāda
Il buddismo Theravāda è autore del "Canone pāli", una raccolta dei testi ritenuti tra i più arcaici nella loro elaborazione, compilata nella lingua pāli, un dialetto pracrito simile al più noto sanscrito. La redazione del canone in lingua pāli è senz'altro frutto di un lavoro critico di raccolta, analisi e confronto dei testi di diverse scuole che si erano andate formando nei primi secoli successivi l'insegnamento del Buddha Sakyamuni, essendo improbabile che questi si fosse espresso in quella lingua. Tuttavia, i più antichi manoscritti esistenti riportanti testi canonici conosciuti, come i frammenti reperiti nel Gandhāra scritti in lingua gāndhāri e in caratteri kharoṣṭhī e conservati nella Biblioteca Britannica, rivelano che «per quanto i temi dottrinali trattati nei nuovi testi non siano radicalmente distanti da quelli che ci sono familiari dalle altre tradizioni, le modalità e le forme della loro trattazione e studio potrebbero essere veramente diverse da quelle che oggi conosciamo.»

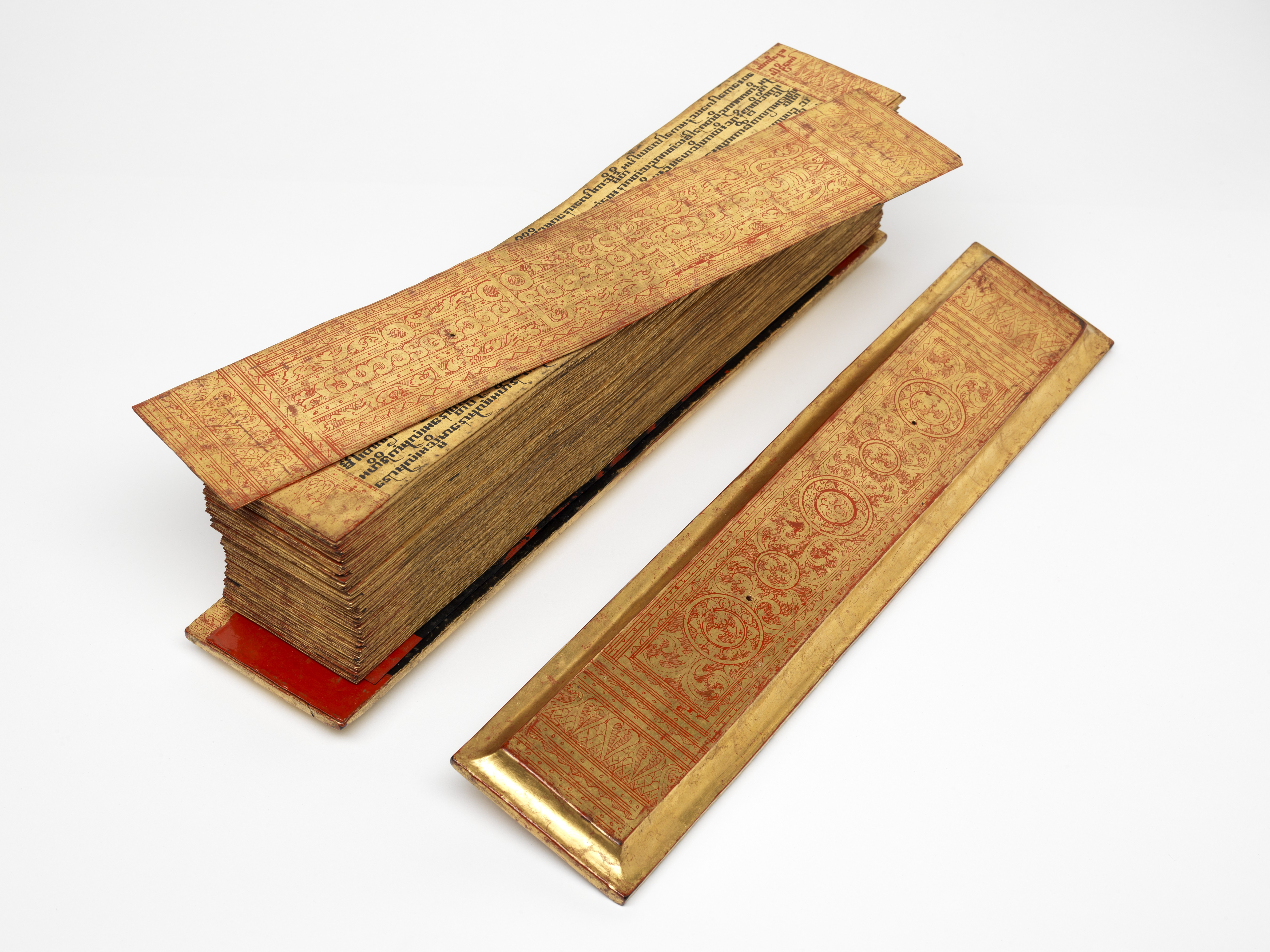
Piccola sezione del Canone pāli; in origine i testi sacri della tradizione Theravāda venivano scritti su pagine ricavate da sottili fette di legno.

Secondo la tradizione Theravāda il Canone pāli contiene alcune delle più antiche formulazioni dell'originale insegnamento del Buddha, anche se gli storici ritengono la sua composizione non necessariamente coerente con gli insegnamenti del Buddha storico, sebbene siano innegabili elementi aggiunti in epoca tarda, manipolazioni e vari elementi fantastici e agiografici difficilmente databili ma con ogni probabilità successivi di secoli rispetto alla base degli insegnamenti originali. A questa tradizione va tuttavia accostata criticamente quella che rileva come certi monaci anziani non parteciparono alla recitazione del canone stilato dal primo concilio non perché non ne condividessero il contenuto, ma semplicemente perché erano troppo lontani per potervi partecipare, non sapevano neanche dell'avvenuta morte del Buddha (è il caso del bhikkhu Purāṇa e dei cinquecento monaci che lo seguivano, che una volta messo al corrente del frutto dei primi lavori ne dibatte e approva le conclusioni, come trovasi nel vinaya mahiśasaka e anche in Cullavagga XI.1.11 del canone pāli), o perché ritenevano inutile farlo avendo ascoltato l'insegnamento direttamente dalla bocca del Buddha e ricordandolo perfettamente bene.
La predicazione del Buddha Shakyamuni e le sue vicende terrene furono per secoli tramandate oralmente e fu nel I secolo a.C. che furono messe per iscritto nella prima redazione del canone nell'isola di Sri Lanka anche se l'attuale redazione del Canone risale alla fine del V secolo d.C., frutto dell'intento di recuperare quelli che erano considerati gli originali insegnamenti del Buddha condotta soprattutto da Buddhaghosa, il più eminente rappresentante di una "piccola reazione" di alcuni monaci ai canoni sanscriti allora diffusi e ritenuti contenere versioni alterate e parziali delle dottrine originali.
La redazione originale è infatti andata persa, ma il Canone pāli ci è giunto integro, a meno di successive revisioni e integrazioni di testi fatti di nuovo pervenire dall'India difficili da identificare, tramite le copie che ne furono fatte nei monasteri singalesi ed esportazioni e traduzioni compiute in altri paesi dell'area indocinese.

## Gli sviluppi moderni
Nei tempi moderni il buddismo theravāda ha intrapreso sviluppi riconducibili in questi orientamenti:
- il modernismo, quale tentativo di adattare al mondo moderno i principi dottrinali di base, prestando particolare attenzione a:
  - la sinergia con le altre tradizioni buddiste (Mahayana e Vajrayana), specie nelle scuole più simili (come lo Zen);
  - il dialogo con la cultura razionalista e psicologista dell'Occidente (es. Anagarika Dharmapala, Stephen Batchelor, Buddhadasa, Insight Meditation Society e Mindfulness, ecc.)
- il movimento internazionale per la diffusione della meditazione di profonda visione (Vipassanā Movement o Insight Meditation Movement, Vipassana Foundation, ecc.) anche tra i non buddisti;
- il riformismo (il citato Buddhadasa e altri monaci), quale tentativo di ripristinare l'ideale originario di buddismo; come il modernismo, questo orientamento include in particolare l'adozione di alcune teorie di studiosi occidentali sul buddismo originario (di recente l'"interpretazione accademica occidentale del buddismo" è la forma ufficiale di buddismo che prevale nello Sri Lanka e in Thailandia[71]);
- l'essenzialismo, ossia la tendenza a concentrarsi sugli insegnamenti fondamentali del nucleo originale, come le Quattro Nobili Verità, cercando di estrapolarne l'essenza;
- il neotradizionalismo, che include fra le altre cose:
  - un ritorno al ritualismo delle origini;
  - un ritorno alla mitologia antica;
- l'attivismo sociale, come:
  - il ritorno del buddismo in India tramite anche il Movimento Buddista Dalit, con cui molti fuoricasta hanno rifiutato l'induismo e la discriminazione delle caste;
  - i movimenti socialisti buddisti
  - il movimento buddista thailandese contro la pena di morte (Phra Paisal Visalo) e per i diritti umani (rivoluzione zafferano dei monaci birmani)
  - i diritti delle donne;
  - il movimento ambientalista;
- la religiosità devozionale;
- la contrapposizione al nazionalismo buddista, nel Theravada birmano fomentato da monaci violentemente islamofobi come Ashin Wirathu;
- il rinnovamento dei monaci della foresta;
- la rivalutazione della meditazione śamatha;

Il risveglio del buddismo nello Sri Lanka e nel Sud-est asiatico ha avuto anche la connotazione di una reazione contro i cambiamenti apportati al buddismo dai regimi colonialisti. I coloni occidentali e i missionari cristiani imposero intenzionalmente un certo tipo di monachesimo cristiano al clero buddista, limitando le attività dei monaci ai riti di purificazione personale e all'amministrazione dei templi. Prima che i colonizzatori britannici assumessero il controllo del paese, i monaci nello Sri Lanka e in Birmania si occupavano dell'istruzione dei bambini e dei laici e erano stati gli autori di una notevole produzione letteraria. Dopo l'occupazione britannica i templi buddisti furono sottoposti a un'amministrazione restrittiva che consentìva di usare i fondi a disposizione esclusivamente per le loro attività strettamente religiose. Ai ministri del culto cristiani fu affidato il controllo dell'istruzione e la loro paga divenne una sovvenzione statale in favore delle missioni. La dominazione straniera, soprattutto quella britannica, ebbe un effetto snervante sul sangha. Secondo Walpola Rahula i missionari cristiani scalzarono i monaci dalle loro attività nel campo dell'istruzione, dell'assistenza sociale e previdenziale, arrivando ad appropriarsi di queste attività ed inculcando una deriva permanente nella considerazione che si aveva del ruolo proprio dei monaci nella società, esercitato fino ad allora attraverso la loro influenza istituzionale sui ceti alti della società. Molti monaci nel periodo post-coloniale si sono dedicati al rovesciamento di questa deriva del paradigma sociale. Sia nello Sri Lanka che in Birmania sono sorti movimenti con lo scopo precipuo di riaffermare il buddismo nel suo giusto ruolo nella società.

## Schema dell'impianto filosofico

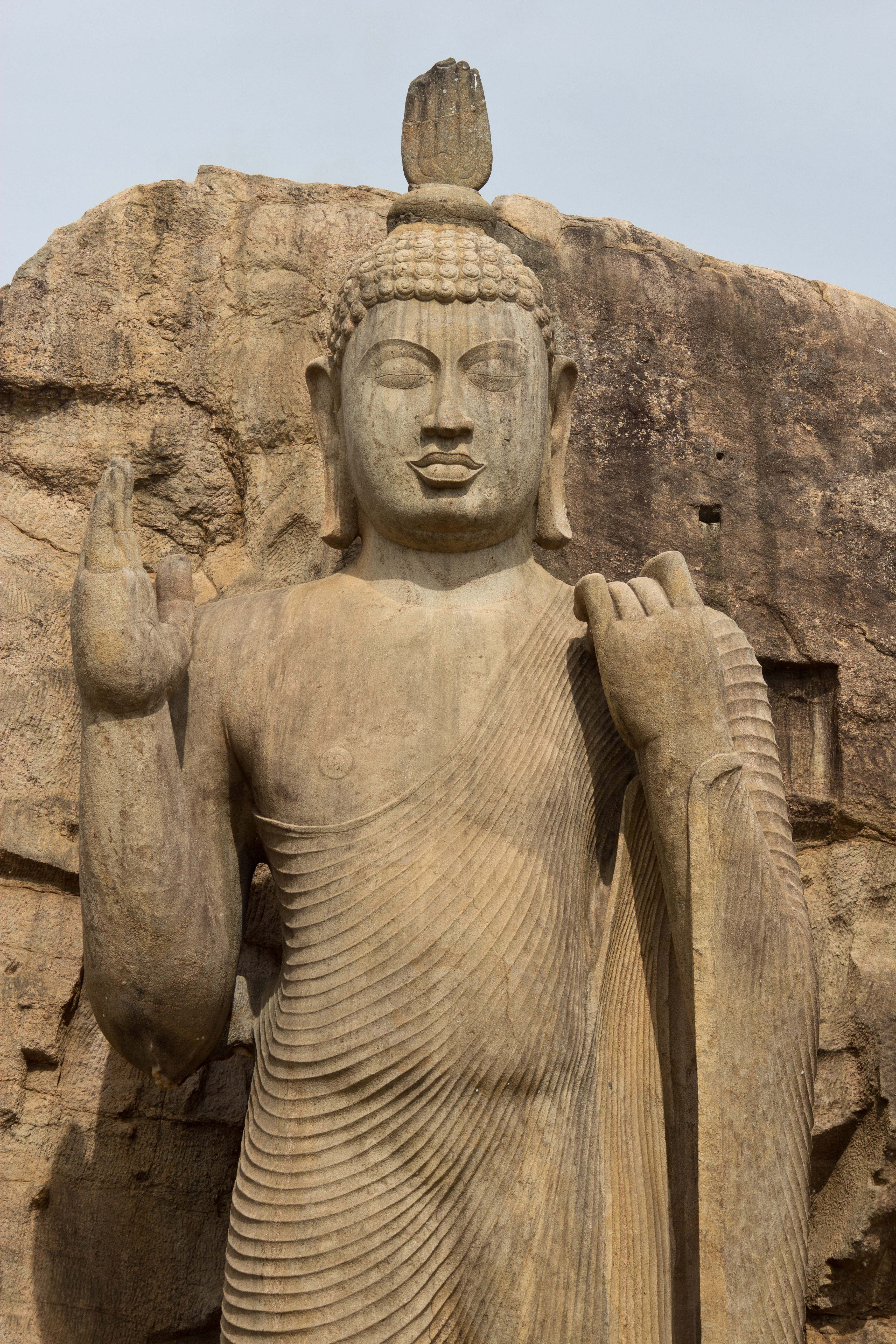
La grande statua del Buddha di Avukana (Sri Lanka)

Il buddismo theravāda promuove il concetto espresso nella lingua canonica pāli di vibhajyavāda, ossia l'"insegnamento dell'analisi". Questa dottrina dice che l'introspezione deve essere il frutto delle esperienze, dell'investigazione critica e della ragione applicata del praticante, piuttosto che della fede cieca. Tuttavia le scritture canoniche dei theravādin mettono anche in risalto il prestare attenzione agli insegnamenti dei saggi, in quanto si considerano tali istruzioni, insieme alla valutazione delle proprie esperienze, le due prove alla cui luce deve essere giudicata la propria pratica.
Nel theravāda si identifica la causa dell'esistenza e della sofferenza umana (dukkha) nell'attaccamento (tanha), che causa il sorgere delle impurità mentali (ossia dosa, la rabbia, la malevolenza e l'inimicizia, lobha o rāga, la bramosia, l'avidità e la presunzione, moha, la gelosia, l'ossessione, la distrazione, la depressione e l'ansia ecc.). L'intensità di queste impurità può variare tra grezza, media e sottile. È un fenomeno che sorge di frequente, permane per del tempo e quindi svanisce. I theravādin credono che le impurità non siano dannose soltanto per sé, ma che lo siano anche per gli altri. Sono la forza motrice di tutti i mali che gli esseri umani possono commettere.
I theravādin credono che queste impurità abbiano la natura delle abitudini che sorgono dall'ignoranza (avijja) che affligge le menti di tutti gli esseri non illuminati. Gli esseri non illuminati sono creduti essere sotto l'influsso delle impurità, che vi aderiscano a causa dell'ignoranza della verità. Ma in realtà queste impurità mentali non sono nient'altro che delle macchie che hanno contaminato la mente creando sofferenza e stress. Gli esseri non illuminati sono anche creduti attaccati al corpo considerandolo come il proprio "sé", mentre in realtà il corpo è un fenomeno impermanente costituito dai quattro elementi di base (spesso identificati con la terra, l'acqua, il fuoco e l'aria), che dopo la morte è destinato a decomporsi e a disperdersi. La frequente istigazione e manipolazione che le impurità mentali esercitano sulla mente sono ritenute costituire un impedimento a che la mente possa vedere la vera natura della realtà. Una condotta erronea a sua volta può rafforzare le impurità, ma la pratica del Nobile Ottuplice Sentiero può indebolirle o sradicarle.
Si crede inoltre che gli esseri non illuminati sperimentino il mondo attraverso le cosiddette "sei porte" sensoriali imperfette (la vista, l'udito, l'odorato, il gusto, il tatto e la mente) per poi usare la propria mente annebbiata dalle impurità per formarsene la propria interpretazione, percezione e conclusione. In tali condizioni la percezione o la conclusione che se ne sarà tratta sarà basata sulla propria illusione della realtà. Conseguito uno stato di jhāna le cinque porte dei sensi fisici si affievoliranno, le impurità mentali saranno soppresse e si rafforzeranno gli stati sani della mente. La mente potrà quindi essere diretta all'investigazione e conseguire l'introspezione della vera natura della realtà.
Ci sono tre stadî di impurità. Nello stato di passività le impurità giacciono sopite nella base del substrato mentale in forma di tendenze latenti (anusaya), ma per l'impatto degli stimoli sensoriali si manifesterà (pariyuṭṭhāna) in forma di pensieri, emozioni e volizioni malsane. Acquistassero ulteriore forza le impurità potrebbero raggiungere lo stadio pericoloso della trasgressione (vitikkama), che comporterebbe poi l'esplicarsi di azioni fisiche o verbali.
Nel Theravāda si crede che per liberarsi dalla sofferenza e dallo stress si debba sradicare definitivamente queste impurità. All'inizio le impurità sono tenute a bada tramite la presenza mentale perché gli sia impedito di prendere il sopravvento sulla mente e sulle azioni del corpo. Sono quindi sradicate grazie all'investigazione interiore, cioè l'analisi, l'esperienza e la comprensione della vera natura di quelle impurità, condotte in uno stato di jhāna. Questo procedimento deve essere ripetuto per ogni impurità. La pratica condurrà quindi il meditatore alla realizzazione delle Quattro Nobili Verità e dell'illuminazione, ossia del nibbāna. Il nibbāna è l'obiettivo finale dei theravādin. Si dice che il nibbāna sia la beatitudine perfetta e la persona che lo consegue è libera dal ripetersi del ciclo di nascita, malattia, invecchiamento e morte.
I theravādin credono che ciascun individuo sia personalmente responsabile del proprio risveglio e della propria liberazione essendo ciascuno il responsabile delle proprie azioni e delle loro conseguenze (kamma, pāli; karma, sanscrito). Limitarsi a imparare o a credere nell'autentica natura della realtà come è stata descritta dal Buddha non basta, il risveglio può essere conseguito solo da quanti arrivano a conoscerlo per esperienza diretta realizzandone l'essenza grazie ai propri sforzi. Dovranno seguire e praticare il Nobile Ottuplice Sentiero com'è stato insegnato dal Buddha per giungere da soli a scoprire la realtà delle cose. Secondo la dottrina theravāda i Buddha, gli dei e le divinità non sono in grado di conferire il risveglio a un essere umano né di sottrarlo al ciclo ripetitivo della nascita, malattia, invecchiamento e morte (il saṃsāra). Essi stessi non sono illuminati. Per i theravādin il Buddha è l'insuperabile e perfetto insegnante del Nobile Ottuplice Sentiero, mentre gli dei e le divinità sono ancora soggette alla rabbia, alla gelosia, all'odio, alla vendetta, alla bramosia, all'avidità, all'inganno e alla morte.
Si crede che alcune persone che praticano con assiduità e zelo possano conseguire il nibbāna in una sola vita, come fecero molti dei primi discepoli del Buddha. Per altri il processo può durare ancora numerose vite durante le quali si conseguono realizzazioni spirituali via via più elevate. Una persona che ha raggiunto il nibbāna è detta un arahant Si crede che il nibbāna sia conseguibile più rapidamente come discepoli del Buddha, essendo egli creduto essere entrato in possesso dell'ultima verità su come si deve guidare una persona nel processo verso il risveglio.
Nel Theravāda il nibbāna conseguito dagli arahant è ritenuto identico a quello conseguito dallo stesso Buddha, essendoci un solo tipo di nibbāna. Il Buddha era superiore agli arahant perché aveva scoperto il sentiero con le sole proprie forze insegnandolo poi agli altri (ossia girando metaforicamente la ruota del Dhamma). Gli arahant invece hanno conseguito il nibbāna in parte grazie all'insegnamento del Buddha. I theravādin riveriscono il Buddha quale persona dotata di suprema virtù, ma riconoscono l'esistenza di altri Buddha nel lontano passato o futuro. Maitreya (sanscr; Metteya in pāli), per esempio, è citato molto brevemente nel canone pāli come il prossimo Buddha che verrà in un lontano futuro.
Tradizionalmente i theravādin possono o coltivare la fiducia (o fede) nell'insegnamento del Buddha e praticare i precetti minori nella speranza di conseguire i benefici minori (come una rinascita più felice, aumentare la propria forza e bellezza e garantirsi una vita lunga), oppure possono investigare e verificare per esperienza diretta la verità dell'insegnamento del Buddha praticando per il proprio risveglio le tre sezioni fondamentali del Nobile Ottuplice Sentiero: paññā (saggezza), sīla (etica), samādhi (concentrazione, raccoglimento, meditazione).

## I princìpi fondamentali del Theravāda
La prima cosa da dire è che la filosofia theravāda è un'elaborazione analitica continua della vita, non una mera collezione di regole etiche e rituali.
La teoria fondamentale (dharma o buddhadharma) del Theravāda si basa sulle Quattro Nobili Verità, altrimenti dette le Quattro Sublimi Verità, il fondamento dottrinale dell'intero buddismo. Nella loro formulazione più semplice possono essere descritte come il problema, la causa, la soluzione ed il percorso verso la soluzione (l'aspetto pratico).

### Le Quattro Nobili Verità e il Nobile Ottuplice Sentiero

La Dhammacakka, o " ruota del Dhamma", è costituita da otto raggi che rappresentano il Nobile ottuplice sentiero.

Segue una descrizione formale delle Quattro Nobili Verità:
1. Dukkha (sofferenza, doglia) - Questo concetto può essere catalogato pressappoco in tre categorie. La sofferenza intrinseca, o sofferenza che si prova in qualsiasi attività mondana, che si sopporta nella vita quotidiana: la nascita, la vecchiaia, le malattie, la morte, la tristezza ecc. In breve, in questo termine è compreso tutto quanto si prova quando ci si separa da qualcosa verso cui si prova un attaccamento 'amoroso' e/o quando ci si associa con qualcosa verso cui si prova un attaccamento 'odioso'. La seconda classe di sofferenza, detta "sofferenza causata dal cambiamento", implica che si provi sofferenza a causa del proprio attaccamento a uno stato temporaneo che si considera "buono"; quando questo stato cambia si prova sofferenza. La terza categoria, riassunta nell'espressione saṅkhārā dukkhā (i costituenti sono insoddisfacenti), è la più sottile. In breve, gli esseri soffrono per la mancata comprensione del fatto che sono meri aggregati (khandha) di costituenti (saṅkhāra) privi di un'identità definita e immutabile (attā).
2. Dukkha samudaya (la causa di dukkha) - La brama che conduce all'attaccamento e al legame è la causa della sofferenza. Questa brama è indicata con il termine taṇhā. Può essere classificata in tre impulsi istintivi. Kāma taṇhā è la brama di un qualsiasi oggetto piacevole ai sensi (che ha a che vedere con la vista, l'udito, il tatto, il gusto, l'odorato e le percezioni mentali). Bhava taṇhā è la brama di attaccamento per un processo in evoluzione, che si manifesta in varie forme, incluso il desiderio di esistenza. Vibhava taṇhā è la brama di separazione da un processo, che include il desiderio di non esistenza e che causa il desiderio dell'auto annichilazione.
3. Dukkha nirodha (la cessazione di dukkha) - Non è possibile cambiare il mondo secondo i proprî gusti per eliminare la sofferenza nella speranza che rimanga così per sempre. Questo violerebbe il principio cardine del cambiamento. Piuttosto si cambia la propria mente coltivando il distacco così che il cambiamento, di qualsiasi natura questo sia, non abbia più effetto sulla compostezza della propria mente. In breve, la terza nobile verità implica che l'eliminazione della causa (la bramosia) elimina l'effetto (la sofferenza). Questo è quanto si deduce dall'insegnamento canonico del Buddha quando dice: «Qualsiasi cosa derivi da una causa, sarà eliminata eliminandone la causa.»
4. Dukkha nirodha gāminī paṭipadā (il sentiero verso la liberazione dalla sofferenza) - Questo è il Nobile Ottuplice Sentiero che conduce alla liberazione o nibbāna (sanscrito nirvana). Il sentiero può essere descritto grossolanamente nei termini della lingua italiana di retta visione, retta intenzione, retta parola, retta azione, retto sostentamento, retto sforzo, retta presenza mentale e retta concentrazione.

### I Tre Gioielli
Come in tutte le scuole buddiste, vi è la presa di rifugio nei Tre Gioielli: il Buddha (Sákyamuni), il Dharma (il suo insegnamento) e il Sangha (la comunità buddista, composta da monaci e laici). I monaci (bhikkhu) sono particolarmente rispettati nelle società dove il Theravada è diffuso.
La recitazione rituale tradizionale per entrare formalmente come laici (upāsaka) nel sangha Theravada prevede la formula seguente in pāli: «Buddham saranam gacchāmi - Dhammam saranam gacchāmi - Sangham saranam gacchāmi», cioè «Prendo rifugio nel Buddha. Prendo rifugio nel Dharma. Prendo rifugio nel Sangha».

### La dottrina della coproduzione condizionata
La paṭicca samuppāda o coproduzione condizionata, detta anche originazione interdipendente o genesi dipendente, è un concetto esposto dal Buddha che spiega il prodursi dei fenomeni legati all'esistenza, secondo una logica di causa ed effetto (karma). L'individuazione del ciclo di cause che vanno rimosse per giungere al nibbāna, e è un punto centrale della pratica buddista. Il significato e il ruolo attribuito a questa dottrina varia a seconda degli insegnamenti delle differenti scuole buddiste.
(Gautama Buddha, Nidānasūtra T.D. 124, 547b-548a)

### I cinque ostacoli e i cinque aggregati
I cinque ostacoli (nivarana) o cinque impedimenti alla pratica sono:
- kamacchanda: desiderio sensoriale
- vyapada: malevolenza
- thina-middha: pigrizia e torpore
- uddhacca-kukkucca: inquietudine e rimorso
- vicikiccha: dubbio

I cinque aggregati (khandha o pañcakkhandha), costituenti la persona e derivati dai sei sensi (le cui basi occhi, orecchie, naso, lingua, corpo e mente), sono:
- forma, rūpa
- sensazione, vedanā
- percezione, saññā
- coefficienti, saṅkhāra
- coscienza, viññāṇa

### Le Tre Caratteristiche dei fenomeni
Queste sono le tre caratteristiche di ogni fenomeno condizionato nel pensiero theravāda.
1. Anicca (l'impermanenza): Tutti i fenomeni condizionati sono soggetti al cambiamento, incluse le caratteristiche fisiche, qualità, assunzioni teoriche, conoscenza, etc. Nulla è permanente perché qualcosa per essere tale deve provenire da una causa immutabile. Essendo però tutte le cause mutabili, nulla è permanente.
2. Dukkha (sofferenza): la causa del dolore è imputabile alla non permanenza delle cose, di conseguenza il desiderio ardente di qualcosa che muta continuamente comporta sofferenza. C'è una tendenza ad identificare praticamente tutto come 'buono', 'comodo' o 'soddisfacente', oppure a considerarlo l'opposto come 'cattivo', 'scomodo' o 'insoddisfacente'. Siamo noi in primo luogo che creiamo la sofferenza appiccicando delle etichette alle cose come 'piacevoli' o 'spiacevoli'. Se uno riesce a rinunciare alla tendenza di identificare le cose in 'piacevoli' o 'spiacevoli' raggiunge l'ultima libertà. Il problema, la causa, la soluzione e la realizzazione si trovano all'interno di sé stessi.
3. Anattā (non-se): - Il concetto di anattā può essere reso come la mancanza di una qualsiasi identità fissa, immutabile, isolata. Nessun fenomeno costituisce un individuo permanente, essenziale e separato. Un essere vivente è un composto dei cinque aggregati (i khandha) dalla forma fisica (rūpa), dai sentimenti o sensazioni (vedanā), dalla percezione (saññā), dalle formazioni mentali (sankhāra) e dalla coscienza (viññāṇa) nessuno di questi può essere identificato come uno e solo. Dal momento della concezione, tutte le entità (inclusi tutti gli esseri viventi) sono soggetti a un processo di mutamento continuo. Un praticante deve, d'altra parte sviluppare e raffinare la sua mente a uno stato tale da poter osservare e comprendere ogni fenomeno.

La realizzazione diretta di queste tre caratteristiche conduce alla liberazione dai legami e dagli attaccamenti mondani, conducendo così allo stato in cui si è completamente, totalmente liberi, allo stato denominato nibbāna, che letteralmente vuole dire sia 'estinzione' (da nir + √va, cessazione del soffio, estinzione) che, secondo una diversa etimologia proposta dai commentari, libertà dal desiderio (nir + vana).
Ad esse si aggiunge la suññatā ("vacuità"): tutte le cose non hanno intrinseca esistenza per via della loro dipendenza dal punto di vista.

### Le Tre Nobili Discipline
Il sentiero verso il nibbāna, ossia il Nobile Ottuplice Sentiero, è a volte esposto in maniera concisa nella dottrina delle Tre Nobili Discipline. Queste sono la disciplina (sīla), l'addestramento mentale (samādhi) e la saggezza (paññā).

### Le dieci pāramitā
La parola pāramitā significa "condurre alla riva opposta" o "raggiungimento della riva opposta" o ancora "completamento di un percorso", come aggettivo (qui privo del diacritico nella ultima vocale a quindi pāramita) indica quello che è "giunto alla riva opposta" oppure quello che ha "attraversato".
Come sostantivo femminile in termini composti indica la "perfezione in" e, specificatamente nel buddismo, le "virtù trascendenti" ovvero "non mondane".
Nel Theravada, il Cariyāpiṭaka (uno dei quindici -o diciotto- testi componenti il Khuddaka Nikāya inserito nel Sutta Piṭaka del Canone pāli) nonché il Buddhavaṃsa (anch'esso componente il Khuddaka Nikāya), elencano differenti numerazioni delle pāramitā. Il Cariyāpiṭaka ne elenca sette mentre il Buddhavaṃsa dieci. Di seguito le dieci pāramitā riportate nel Buddhavaṃsa (i termini sono riportati in lingua pāli):
1. Dāna: generosità, disponibilità;
2. Sīla: virtù, moralità, condotta appropriata;
3. Nekkhamma: rinuncia ai beni materiali, ai piaceri e alla famiglia;
4. Pañña: saggezza trascendente, comprensione;
5. Viriya: energia, diligenza, vigore, sforzo;
6. Khanti: pazienza, tolleranza, sopportazione, accettazione;
7. Sacca: verità, onestà, coerenza;
8. Aḍḍhiṭhana: determinazione, risoluzione;
9. Mettā: amorevole gentilezza, benevolenza;
10. Upekkha: equanimità.

## La meditazione
Con meditazione (bhāvanā, pāli) si intende lo sviluppo positivo della propria mente. Essa viene praticata seduti (posizione siddhasana oppure su sedie), in piedi, camminata e sdraiata. Distinta classicamente in due categorie, il śamatha e la vipassanā, la meditazione è lo strumento chiave di perfezionamento per il conseguimento dei jhāna. Samatha può essere tradotto letteralmente con "rendere abile" o anche "pacare, calmare", "visualizzare" e "conseguire". Vipassana vuole dire invece "visione profonda, o introspezione". In questo contesto la meditazione di samatha rende una persona abile nel raccogliere la propria mente, mentre la vipassanā permette di vedere attraverso il velo dell'ignoranza, attraverso la consapevolezza (sati), quindi di comprendere le Quattro Nobili Verità.
Nel Canone pāli il Buddha istruisce i suoi discepoli a praticare samādhi frequentemente per sviluppare e stabilirsi nel jhana, il frutto della piena concentrazione. Jhāna era lo strumento usato dallo stesso Buddha per penetrare l'autentica natura dei fenomeni tramite l'investigazione e l'esperienza diretta, conseguendo per questa via l'illuminazione. La Retta Concentrazione (sammā-samādhi) è uno degli elementi del Nobile Ottuplice Sentiero.
Il samādhi può essere sviluppato tramite la consapevolezza del respiro (ānāpānasati), la concentrazione sugli oggetti esterni (kasiṇa) e la ripetizione di frasi (mantra). L'elenco tradizionale contiene 40 oggetti di meditazione (kammaṭṭhāna) che possono essere usati per la meditazione samatha e vipassana. Ogni oggetto è utile per un certo specifico proposito; ad esempio l'esercizio della meditazione sui costituenti del corpo (kāyānupassanā o kāyagatāsati) si propone di dar luogo a un rilassamento dell'attaccamento tanto al proprio corpo quanto a quello altrui, portando così a sminuire i desideri sensuali e a comprendere la natura impermanente dei fenomeni. Mettā (gentilezza amorevole o compassione) genera invece una sensazione di benevolenza e di felicità nei confronti di sé stessi e degli altri esseri senzienti; la pratica di mettā è utile come antidoto alla malevolenza, all'ira e alla paura. Questo attraverso l'osservazione del respiro, del corpo, dell'impermanenza, degli ostacoli, degli aggregati, dei sensi e dei sette fattori del risveglio (presenza mentale, investigazione dei fenomeni, risveglio dell'energia, gioia, serenità, concentrazione ed equanimità).

## Livelli di realizzazione spirituale
Attraverso la pratica, i praticanti (śrāvaka) theravādin possono avanzare nei quattro stadî del progresso spirituale verso il risveglio:
1. Sotāpanna (entrato nella corrente): quelli che hanno distrutto i primi tre lacci (samyojana): l'errata concezione del sé (sakkāya-diṭṭhi), comprendendo l'anattā, il dubbio (vicikicchā, uno dei cinque ostacoli) e l'attaccamento a riti e rituali (sīlabbata-parāmāsa); hanno inoltre compreso la natura di errore dei tre veleni, l'ignoranza, la cupidigia e l'odio, pur non riuscendo ad eliminarli; hanno evitato di commettere iniquità (seguendo i precetti) e le cinque azioni a retribuzione immediata e sono liberi da invidia, gelosia, ipocrisia, fraudolenza, denigrazione e volontà di prevaricazione. Essi saranno al sicuro dalla caduta negli stati penosi, ossia non rinasceranno come animali, come "spiriti affamati" (peta) o come esseri infernali. Potranno dover rinascere al massimo altre sette volte (come uomini o deva) prima di conseguire il nibbāna.
2. Sakadāgāmī (che tornano una volta): quelli che hanno distrutto i tre lacci, e che hanno anche saputo diminuire la tendenza ai tre veleni di ignoranza, concupiscenza e odio. Tali esseri conseguiranno il nibbāna dopo un'ultima rinascita nel mondo.
3. Anāgāmī (che non ritornano): quelli che hanno distrutto tutti i cinque lacci inferiori (che legano al mondo dei sensi), ossia i tre lacci precedenti, più il desiderio sensuale (kāma-rāga) e la tendenza alla rabbia e all'odio (byāpāda), eliminando quasi completamente i veleni. Non rinasceranno mai più nel mondo degli esseri umani, né in quello degli asura, e dopo la morte rinasceranno in uno dei mondi celesti, da dove conseguiranno il nibbāna. Il conseguimento dello stato di non-ritornante è presentato nei primi testi canonici come l'obiettivo ideale per i laici[83].
4. Arahant (degni di venerazione, illuminati): quelli che hanno raggiunto l'illuminazione, che hanno realizzato il nibbāna e sono pervenuti alla condizione del non-mortale, liberi da qualsiasi lievitazione delle impurità della mente; sono esseri la cui ignoranza, bramosia e attaccamento sono finiti. La loro coscienza karmica (viññāṇa) non rinascerà più. Hanno distrutto completamente i tre veleni, i cinque lacci inferiori ed eliminato anche i cinque lacci superiori: brama di una ottima vita materiale (rūpa-rāga), brama di una vita immateriale (arūpa-rāga), presunzione (māna), insoddisfazione (uddhacca), ignoranza (avijjā, che è anche il primo dei tre veleni). Conseguire lo stato di arahant è presentato nei primi testi canonici come l'obiettivo ideale per i monaci e le monache[83]. Lo stato di nibbana è uguale a quello conseguito dal Buddha: alla morte, dissolti i cinque khandha, ottengono anch'essi il parinibbāna ed escono dal saṃsāra, in una condizione di pace e staticità senza fine ("nirvana dimorante"[84]), anche se non sono dei buddha in quanto la loro illuminazione, ottenuta con l'insegnamento del Buddha storico, è considerata di grado inferiore rispetto alla sua.[85][86][87]